# Alberto Accarisi

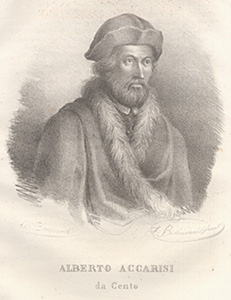
Alberto Accarisi

Alberto Accarisi (* 1497 in Cento; † 1544) war ein italienischer Grammatiker und Lexikograf des frühen Neuitalienischen.

## Leben
Accarisi (oder Acarisio oder Acharisio oder Accarigi) verfasste, wie Niccolò Liburnio, Lucilio Minerbi und Francesco Alunno, Wörterbücher und Grammatiken, welche in der Questione della lingua der Doktrin von Pietro Bembo folgten. Demnach sollte sich die italienische Schriftsprache nach der klassischen toskanischen Sprache richten, wie sie Francesco Petrarca und Giovanni Boccaccio verwendet hatten.

## Werke
- Grammatica volgare, Bologna 1536 (zahlreiche Drucke)
- Vocabolario, grammatica, et orthographia de la lingua volgare, con ispositioni di molti luoghi di Dante, del Petrarca, et del Boccaccio, Cento 1543 (Digitalisat)
  - Vocabolario et grammatica con l'orthographia della lingua volgare, con l'epositione di molti luoghi di Dante, del Petrarca et del Boccaccjo, Venedig 1550 (Digitalisat)
- La grammatica volgare di M. Alberto degli Acharigi da Cento = La grammaire de M. Albert de La Charisi Dacento, tournée de tuscan en français, 1555
- Le osservazioni della lingua volgare di diversi huomini illustri, cioè del Bembo, del Gabriello, del Fortunio, dell'Acarisio, et di altri scrittori, Venedig 1562